# Clemens Reinders
Clemens Reinders (* 1962 in Haldern) ist ein deutscher Autor und Filmemacher.
Clemens Reinders studierte von 1982 bis 1989 Film und Fotografie an der Kunstakademie Münster sowie Sozialwissenschaften an der Westfälischen Wilhelms-Universität. 1988 erhielt er für seinen Beitrag „Die Klärung am Hof“ beim Filmfestival Münster einen Förderpreis beim deutschsprachigen Kurzfilmwettbewerb. Ab den 1990er Jahren arbeitete Reinders als freier Autor und erstellte als Auftragsproduzent für den WDR Kurzfilmreihen, u. a. zu lokalhistorischen Themen. 1991 drehte er in Zusammenarbeit mit dem WDR den Film „Wo die Linden rauschen“ über seinen Geburtsort. 2000 veröffentlichte er sein erstes Buch mit heimatkundlichen Reportagen über den Niederrhein. Inzwischen arbeitet Reinders als Lehrer.

## Veröffentlichungen
- Der Mann, der Manhattan kaufte und andere Geschichten vom Niederrhein. Mercator, Duisburg 2000, ISBN 3-87463-286-5.
- Damals am Niederrhein : private Fotografien 1900 bis 1960. Mercator, Duisburg 2003, ISBN 3-87463-346-2.
- Bilder und Geschichten vom Niederrhein. Mercator, Duisburg 2007, ISBN 978-3-87463-414-4.
- Niederrheiner erzählen – 1900 bis 1960. Wartberg, Gudensberg-Gleichen 2019, ISBN 978-3-8313-3251-9.
- Haldern – Wo die Linden rauschen, 1991 youtube.com
- Zeitzeugen 1939–1945. Interviews und Berichte zu Geschehenem. agenda-Verlag, Münster 2024, ISBN 978-3-89688-849-5.